# San Francisco Spiders
San Francisco Spiders byl profesionální americký klub ledního hokeje, který sídlil v kalifornském městě Daly City (nedaleko San Francisca). V letech 1995–1996 působil v profesionální soutěži International Hockey League. Spiders ve své poslední sezóně v IHL skončily v osmifinále play-off. Své domácí zápasy odehrával v hale Cow Palace s kapacitou 11 089 diváků. Klubové barvy byly černá, červená a stříbrná.

## Výsledky
Zdroj: 
| Sezóna  | Z  | V  | P  | B  | GV  | GI  | TM    | Playoff                                    |
| 1995-96 | 82 | 40 | 42 | 90 | 278 | 283 | 1,835 | Prohra v prvním kole, 1–4 z Chicago Wolves |